# Михайловка (Павловский район)
Михайловка — село в Павловском районе Воронежской области Российской Федерации.
Входит в состав Петровского сельского поселения.
В селе имеются шесть улиц — 60 лет Октября, А. Матросова, З. Космодемьянской, О. Кошевого, Пушкина и Садовая.
| 1859 | 1897  | 2009 | 2010 |
| ---- | ----- | ---- | ---- |
| 1311 | ↗1379 | ↘549 | ↗566 |